# 改则棘豆
改则棘豆（学名：Oxytropis gerzeensis）为豆科棘豆属下的一个种。